# Landbouwverlof
Het landbouwverlof was vroeger in het Nederlands onderwijs een periode, waarin leerplichtige kinderen vrij van school hadden om mee te werken in de landbouw.
Zij konden dan helpen bij bijvoorbeeld de graanoogst door de afgevallen aren te verzamelen of later in het jaar bij de aardappeloogst door de gerooide aardappelen op te rapen. Begin twintigste eeuw mocht het landbouwverlof maximaal zes weken per jaar zijn en alleen gelden voor kinderen van tien jaar en ouder. Kinderen mochten ingezet worden op het land van hun vader, maar ook - tegen een beloning in geld of in natura - bij een boer in de buurt. 
Wettelijke maatregelen zorgden er voor, dat het landbouwverlof steeds verder werd beperkt. Eerst werd het verlof teruggebracht tot vier weken, later tot twee weken. De minimumleeftijd werd opgetrokken naar elf jaar. Ook werd verlof alleen toegestaan in het eigen gezin, niet meer bij andere boeren. Omstreeks 1960 werd de mogelijkheid tot landbouwverlof geheel afgeschaft.